# 阿卜杜拉二世國王體育場
阿卜杜拉二世國王體育場（阿拉伯語：ملعب الملك عبد الله الثاني）是一座位于约旦安曼的多功能体育场。该体育场可容纳13,265名观众。目前該體育場主要用于足球比赛，例如舉辦約旦職業足球聯賽以及約旦國家足球隊的賽事。